# Clóvis II
Clóvis II (também Chlodowech ou Chlodwig, em francês moderno: Louis, em alemão moderno: Ludwig; c. 633 — 31 de outubro de 657) sucedeu seu pai Dagoberto I em 639 como rei da Nêustria e da Borgonha.

## Biografia
Seu irmão Sigeberto III já era rei da Austrásia desde 634. Ele esteve inicialmente sob a regência de sua mãe Nantilda até ela morrer com pouco mais de 32 anos em 642. Esta morte o levou a cair sob a influência da velha nobreza, que reduziu o poder real em seu próprio favor.
Sua esposa, Santa Batilda, era uma aristocrata anglo-saxã vendida como escrava na França. Ela lhe deu três filhos e todos se tornaram reis após sua morte. O mais velho, Clotário, o sucedeu, e o segundo, Quilderico, foi finalmente colocado no trono austrasiano por Ebroíno, prefeito do palácio da Nêustria. O mais jovem, Teodorico, sucedeu Quilderico na Nêustria e finalmente se tornou rei de todos os francos.
Ele foi menor de idade durante quase todo seu reinado. Ele é às vezes mencionado como rei da Austrásia durante o intervalo de 656-657 quando Quildeberto, o Adotado havia usurpado o trono.

## Progenitores
Pai: Dagoberto I (606 — 639)

Mãe: Nantilda (c. 608 — 642)

## Casamentos e filhos
Em c. 649 com Santa Batilda:
- Clotário III (652 — 673)
- Quilderico II (653 — c. 675)
- Teodorico III (654 — 691)

Possivelmente foi o pai de Clóvis III, rei da Austrásia.